# Vohodul Mic

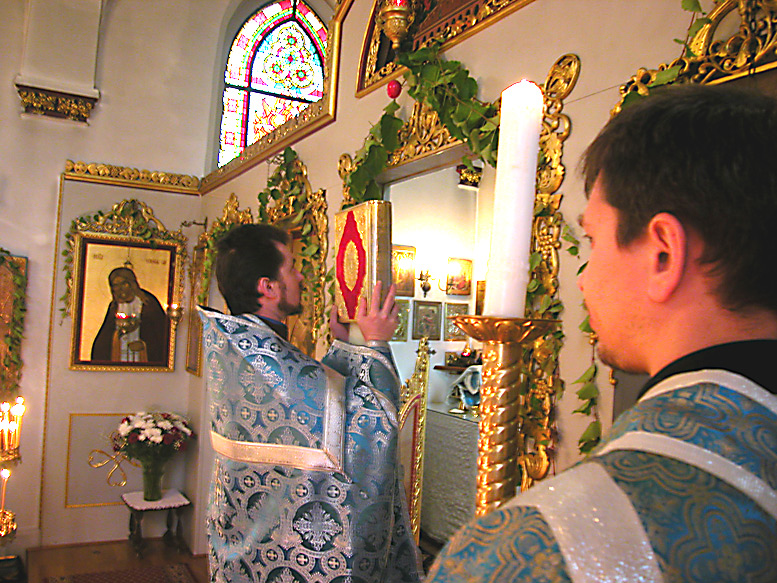
Vohodul Mic în timpul Sfintei Liturghii (Düsseldorf, Germania).

Vohodul Mic sau Ieșirea Mică este procesiunea cu Sfânta Evanghelie a clerului, spre altar. Uneori este numită și  "Prima" Ieșire.

## Desfășurare
Dacă preotul slujește singur Sfânta Liturghie, fără episcop, Ieșirea Mică este făcută de cler care înconjoară masa altarului și apoi prin mijlocul bisericii cu Sfânta Evanghelie. Apoi intră în altar prin ușile împărătești ale iconostasului însoțit de imnul Ieșirii.
Dacă episcopul slujește, Sfânta Evanghelie îi este adusă afară în mijlocul bisericii, în mijlocul oamenilor unde este de la începutul Sfintei Liturghii. Aceasta îi este adusă de un diacon (care duce Cartea Sfântă în procesiune) și este urmat de preoți în ordinea rangului.

## Semnificație
Ieșirea Mică semnifică mișcarea întregii Biserici condusă de Capul ei Iisus Hristos în persoana celui care slujește (și în Cartea Evangheliilor pe care acesta o duce) spre altar care simbolizeză că Împărăția lui Dumnezeu poate fi văzută.
Dar cantonarea în "simbolismul istorico-reprezentațional" poate duce la o separare  între cler și laici și la o interpretare greșită a celor două grupuri de participanți deplini la lucrarea comună de slujire și ascultare. (see: SIMBOL ȘI REALITATE ÎN SFÂNTA LITURGHIE Arhivat în 23 septembrie 2010, la Wayback Machine.)

## Istoric
Inițial, Ieșirea Mică marca începutul slujbei, dar în prezent este precedată de numeroase litanii și Psalmi. Era modul de a aduce Cartea Sfântă din locul unde era păstrată în altar.

## Articole înrudite
- Sfânta Liturghie
- Vohodul Mare

## Sursa
- OrthodoxWiki:Little Entrance